# Karin Brandauer
Karin Katharina Brandauer (* 14. Oktober 1945 in Altaussee als Karin Katharina Müller; † 13. November 1992 in Wien) war eine mehrfach ausgezeichnete österreichische Filmregisseurin und Drehbuchautorin. Sie inszenierte über 40 Filme, die sich oftmals mit der österreichischen Geschichte des 20. Jahrhunderts und der Vergangenheitsbewältigung beschäftigten.

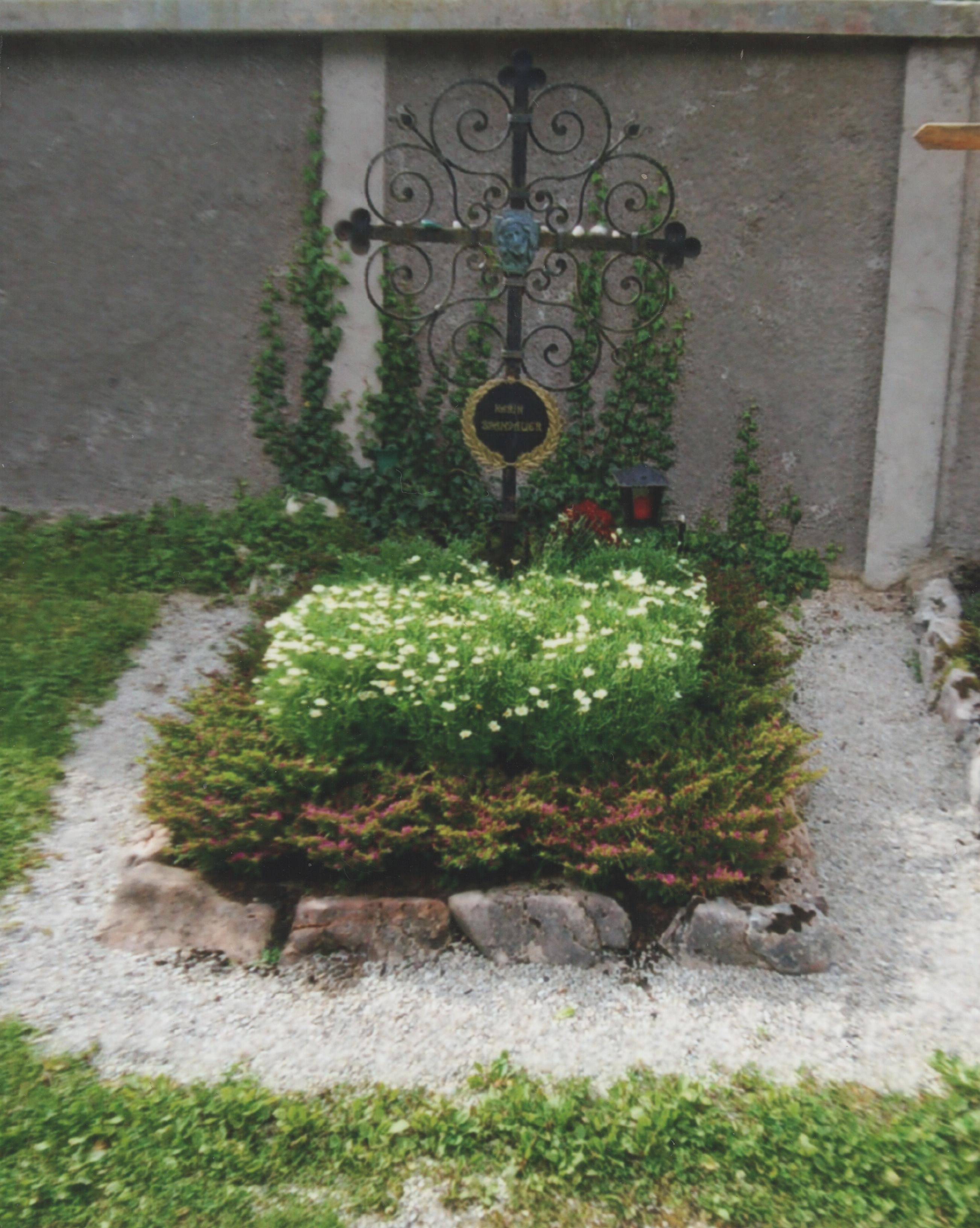
Grabstätte von Karin Brandauer

## Leben und Werk
Karin Müller wuchs in Altaussee auf. Mit achtzehn Jahren heiratete sie ihre Jugendliebe Klaus Maria Brandauer, dessen Namen sie nach der Eheschließung annahm. Der Ehe entstammt der Sohn Christian (* 1963), der später als Komponist tätig war. Die Familie lebte ab 1968 in Wien. Brandauer studierte ab 1969 an der Wiener Filmhochschule, wo sie 1975 das Regiediplom erwarb. Während ihres letzten Studienjahrs arbeitete sie als Regieassistentin beim Österreichischen Rundfunk. 1975 schrieb sie ihr erstes Drehbuch. Die Grundlage für den Kurzfilm Der Muff (1976), bei dem Brandauer auch erstmals Regie führte, entstand in Zusammenarbeit mit Heide Kouba.
Ihre ersten Werke waren Dokumentarfilme sowie Filme, die mit schwierigen und unbequemen Themen oftmals die österreichische Geschichte thematisierten. Als Regisseurin arbeitete sie immer wieder eng mit dem Dramatiker Felix Mitterer zusammen, so z. B. bei den von Mitterer verfassten Drehbüchern zu Erdsegen (1985) und dem Zweiteiler Verkaufte Heimat (1989). Weitere herausragende Filmarbeiten liefen im deutschsprachigen Fernsehen unter den Titeln Die Arbeitslosen von Marienthal (1988) oder Sidonie (1990). Brandauer zeichnete sich durch einen leisen, aber eindringlichen Regiestil aus. Mit Aschenputtel wurde 1989 Brandauers einzige Kinofilmarbeit veröffentlicht.
Karin Brandauer starb 1992 im Alter von 47 Jahren an einer Krebserkrankung. Sie wurde im Friedhof ihres Heimatorts Altaussee (Österreich) beigesetzt.

## Filmografie (Auswahl)
- 1976: Der Muff (Kurzfilm)[1]
- 1976: Der Sauwald
- 1977: Poesie und Revolution – Georg Büchner
- 1978: Der Mohr von Wien oder Die Präparation eines Lebenslaufes[4]
- 1982: Der Weg ins Freie
- 1985: Das Totenreich
- 1985: Erdsegen
- 1988: Einstweilen wird es Mittag
- 1989: Aschenputtel
- 1989: Ein Sohn aus gutem Hause
- 1990: Marleneken
- 1990: Verkaufte Heimat
- 1990: Sidonie
- 1995: Die Wand (Drehbuch)

## Dokumentarfilm
- Karin Brandauer. Ich war nur natürlich. Dokumentarfilm, Österreich, 2002, 15 Min., Buch und Regie: Krista Stadler, Produktion: ORF, Film-Informationen (Memento vom 12. November 2012 im Internet Archive) von prisma.

## Auszeichnungen
- 1987: Erich-Neuberg-Preis für Erdsegen
- 1990: Sonderpreis bei den Baden-Badener Tagen des Fernsehspiels für Sidonie
- 1990: Bayerischer Fernsehpreis für die Fernsehfilme Marleneken (ZDF) und Verkaufte Heimat (ORF/NDR)
- 1991: Romy Jurypreis für Beste Regie
- 1991: Goldene Kamera für Marleneken (ZDF)